# Polyscias elegans
Polyscias elegans är en araliaväxtart som först beskrevs av Charles Moore och F.Muell., och fick sitt nu gällande namn av Hermann Harms. Polyscias elegans ingår i släktet Polyscias och familjen Araliaceae. Inga underarter finns listade.

## Bildgalleri

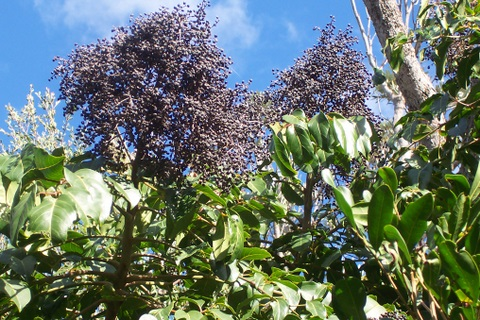
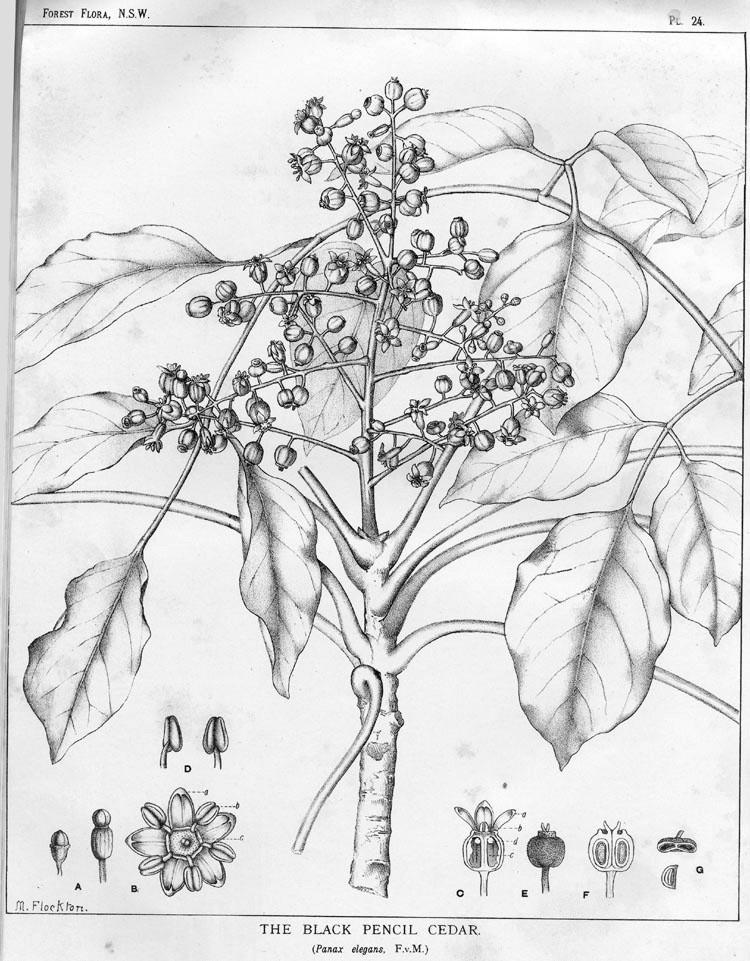